# Филиппа Плантагенет, 5-я графиня Ольстер
Филиппа Плантагенет (англ. Philippa Plantagenet; 16 августа 1355 — до 7 января 1378), 5-я графиня Ольстер, 13-я леди Клер с 1363, дочь Лайонела Антверпа, герцога Кларенса, и Элизабет де Бург, 4-й графини Ольстера.

## Биография
Филиппа была единственной дочерью Лайонела Антверпа, герцога Кларенса, третьего сына короля Англии Эдуарда III Плантагенета. Она родилась 16 августа 1355 года в Элтемском дворце в Кенте. От умершей в 1363 году матери Филиппа унаследовала титулы графини Ольстер и леди Клер. Однако по сути титул графини Ольстер был формальным, поскольку владения Бургов в Ольстере и Коннахте после так называемой Гражданской войны Бургов (1333—1338) были захвачены ирландцами.
Весной 1368 года Филиппу выдали замуж за Эдмунда Мортимера, 3-го графа Марча. В том же году отец Филиппы отправился в Италию, чтобы жениться там на Виоланте Висконти, но вскоре заболел и умер.
В браке Филиппа родила двух сыновей и две дочери. После коронации в 1377 году Ричарда II, двоюродного брата Филиппы, она стала наследницей английского трона.
Точно неизвестно, когда Филиппа умерла. Её завещание было утверждено 7 января 1378 года, поэтому она умерла до этой даты. Муж устроил ей пышные похороны в родовом аббатстве Мортимеров — Вигморском аббатстве.

## Наследство Филиппы
Поскольку король Ричард II был бездетен, потомки Филиппы и Эдмунда Мортимера имели преимущественные права на английский престол. Однако в 1399 году Ричард был свергнут своим кузеном Генри Болингброком из дома Ланкастеров, ставшим королём Англии под именем Генриха IV. Анна Мортимер, внучка Филиппы, вышла замуж за своего родственника Ричарда Конисбурга, 3-го графа Кембриджа. Их сын, Ричард, 3-й герцог Йоркский, унаследовавший после угасания дома Мортимеров их владения и титулы, выдвинул претензии на английский трон. Он обосновал их тем, что Генрих IV происходил от четвёртого сына Эдуарда III, а сам Ричард через Филиппу — от третьего. В итоге разгорелась так называемая война Алой и Белой Розы, продолжавшаяся (с перерывами) с 1455 по 1485 годы.

## Брак и дети
Муж: примерно с мая 1368 Эдмунд Мортимер (1 февраля 1352 — 27 декабря 1381), 3-й граф Марч, 5-й барон Мортимер из Вигмора и 4-й барон Женевиль с 1360, граф Ольстер и лорд Клер (по праву жены) с 1368, маршал Англии с 1369, наместник Ирландии с 1379. Дети:
- Элизабет Мортимер (12 февраля 1371 — 20 апреля 1417); 1-й муж: ранее 1 мая 1380 сэр Генри Перси Горячая Шпора (20 мая 1364 — 21 июля 1403), лорд Перси; 2-й муж: Томас де Камойс (ок. 1360 — 28 марта 1421), 1-й барон Камойс с 1383
- Роджер Мортимер (11 апреля 1374 — 20 июля 1398), 4-й граф Марч, 6-й граф Ольстер, 6-й барон Мортимер из Вигмора, 5-й барон Женевиль, 14-й лорд Клер с 1381, наместник Ирландии с 1382
- Филиппа Мортимер (21 ноября 1375 — 24 сентября 1401); 1-й муж: с ок. 1385 Джон Гастингс (11 ноября 1372 — 30 декабря 1389), 3-й граф Пембрук и 5-й барон Гастингс с 1375; 2-й муж: с 1390 Ричард Фицалан (1346 — 21 сентября 1397), 11-й граф Арундел и 10-й граф Суррей с 1376; 3-й муж: с 1399 Томас де Пойнингс (ум. 7 марта 1429), 5-й лорд Сент-Джон из Бесинга
- сэр Эдмунд Мортимер (9 ноября 1376 — февраль 1409)